# Коле ди Паче (Ријети)
Коле ди Паче је насеље у Италији у округу Ријети, региону Лацио.
Према процени из 2011. у насељу је живело 107 становника. Насеље се налази на надморској висини од 862 м.